# Smerek
Smerek (ukrainisch Смерек) ist ein Dorf in der Landgemeinde (gmina wiejska) Cisna im Powiat Leski der Woiwodschaft Karpatenvorland in Polen.

## Lage

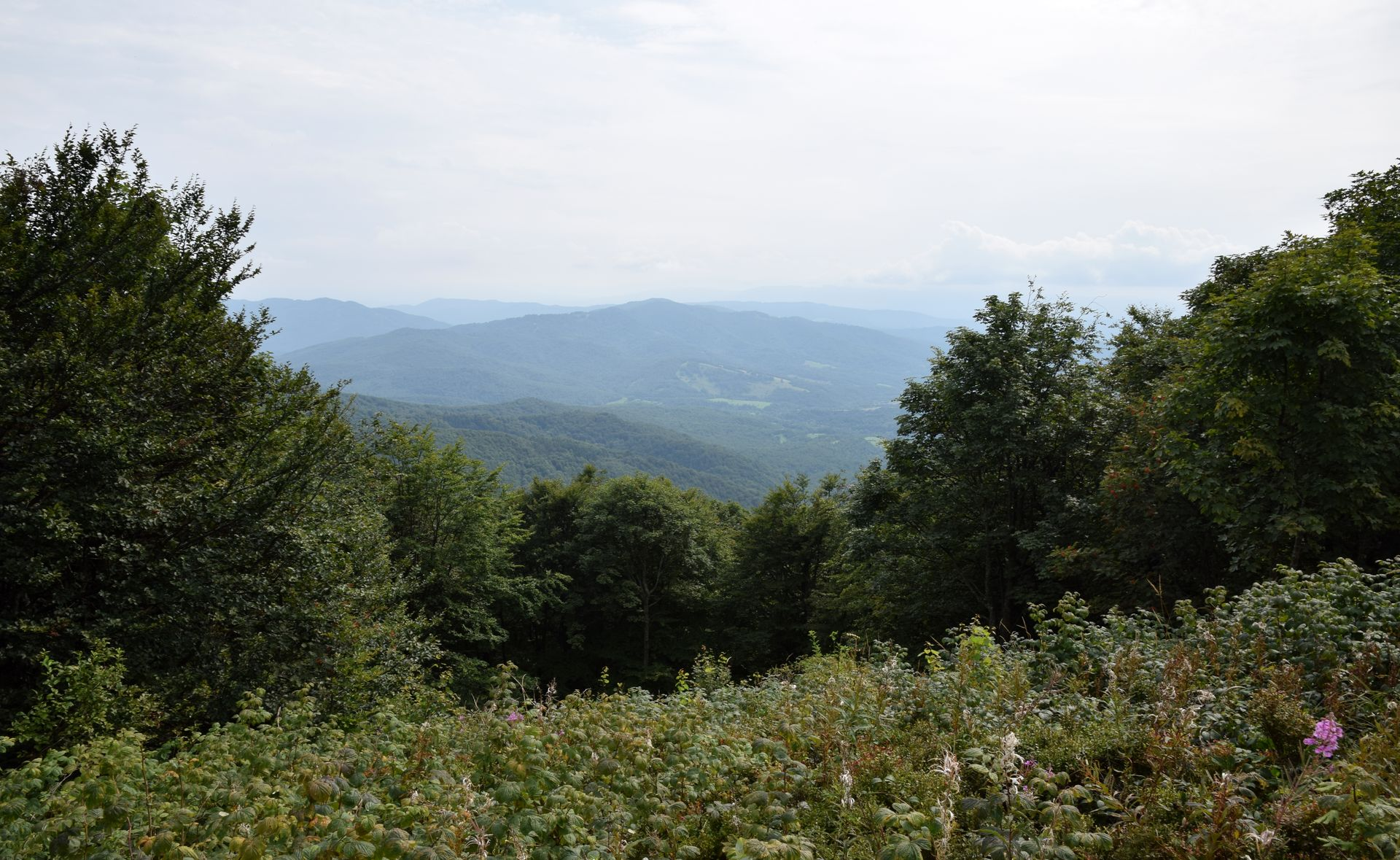
Vom 1101 Meter hohen Gipfel Okraglik nach Nordosten Richtung Smerek

Smerek liegt in den Hügeln der Bieszczady, einem zu den Waldkarpaten gehörenden Gebirgszug im äußersten Südosten von Polen. Der schmale Streifen des von Westen nach Osten entlang der polnischen Südgrenze verlaufenden Berggebiets wird in dieser Region als Mittelbeskiden (polnisch Beskidy Środkowe) bezeichnet. Die Grenze zur Slowakei, die dem Gebirgskamm folgt, ist von Smerek 6 Kilometer Luftlinie entfernt. Der Ort liegt im Tal des Baches Wetlina, der einige Kilometer südöstlich oberhalb des Dorfes Wetlina an einem 1100 Meter hohen Berghang entspringt und nördlich von Smerek in die Solinka mündet. Im Dorf erhält die Wetlina Zulauf durch einige kleinere Bäche, unter anderem den Smerek, der wenig südlich an der slowakischen Grenze entspringt.
Durch Smerek führt die Regionalstraße (droga wojewódzka) Nr. 897, die in Tylawa (Gmina Dukla) beginnt und über Cisna (9 Kilometer westlich von Smerek), Wetlina (3 Kilometer südöstlich) und Ustrzyki Górne (19 Kilometer südöstlich) nach weiteren 8 Kilometern den Endpunkt beim Dorf Wołosate am Dreiländereck Polen–Slowakei–Ukraine erreicht. In Smerek zweigt ein Fahrweg nach Süden ab, der am gleichnamigen Bach entlang nach oben in den Wald führt.
Auf der Strecke Cisna–Smerek–Wetlina verkehrt mehrmals täglich ein Bus, im Juli und August fahren drei Busse täglich weiter über Ustrzyki Górne bis Wołosate. Des Weiteren ist Smerek eine Haltestelle an der Waldbahn Bieszczady.
Die gesamte Bergregion beidseits der polnischen Grenze ist ein beliebtes Wanderziel. Der Europäische Fernwanderweg E8 durchquert Cisna und steigt zum Gipfel Okraglik (1101 Meter) auf der Kammhöhe und Landesgrenze auf und führt von dort nach Smerek hinab (Aufstiegsdauer von Smerek zum Okraglik 3 Stunden). Auf der anderen Talseite führt der E8 in nordöstlicher Richtung auf den 1222 Meter hohen Gipfel Smerek (Aufstiegsdauer 2:35 Stunden) und weiter über die beiden Bergrücken Połonina Wetlińska und Połonina Caryńska mit Gipfeln zwischen 1100 und etwas über 1200 Metern bis Ustrzyki Górne. Am Smerek beginnt der Bieszczady-Nationalpark, der sich südostwärts bis zur slowakischen und ukrainischen Grenze erstreckt. Die Berge sind bis fast in die höchsten Lagen bewaldet, abgesehen von einigen Flächen mit offenem Grasland (Polonina). Der Ortsname ist vom slowakischen Wort smrek, „Fichte“, abgeleitet.

## Geschichte

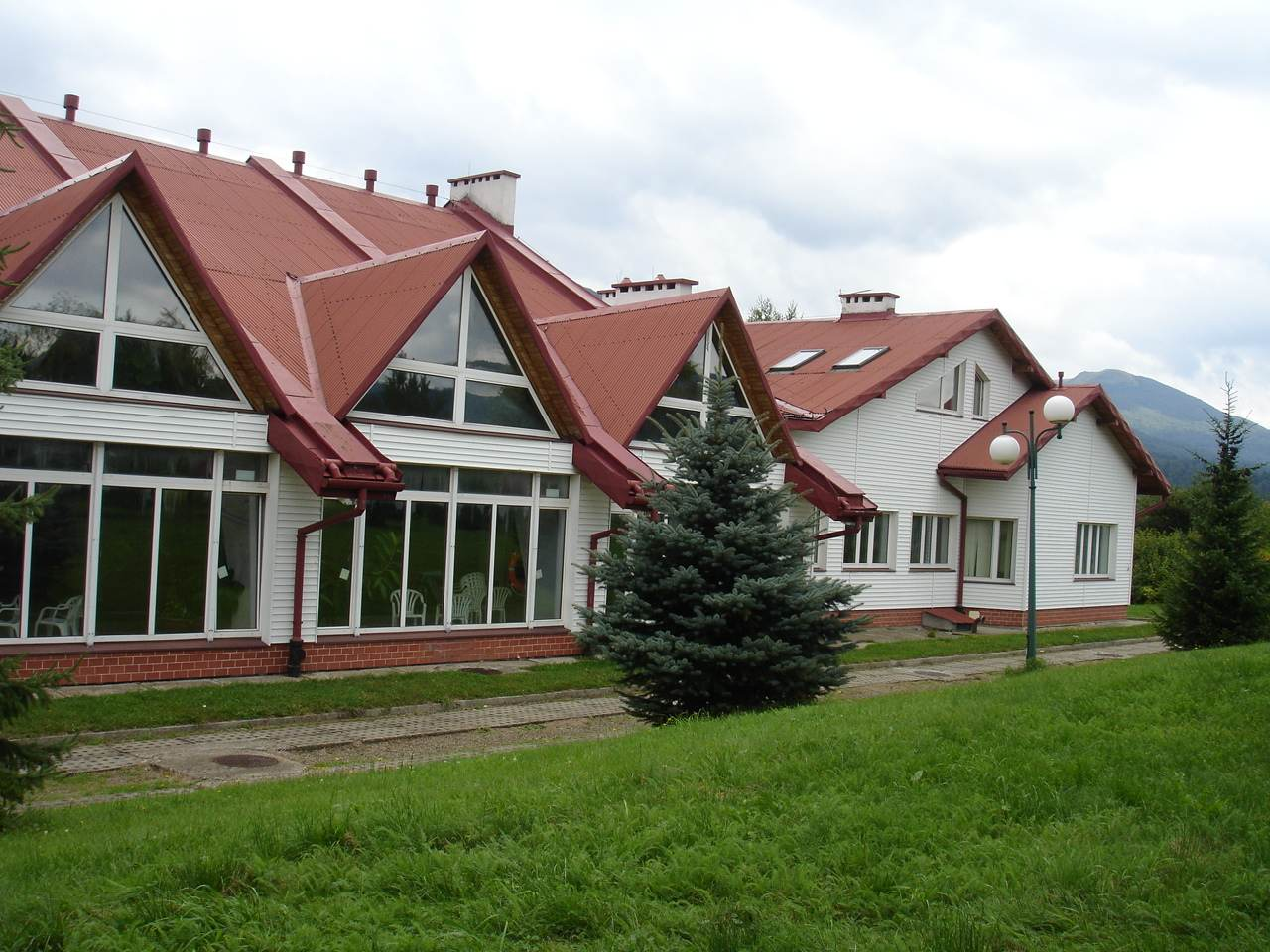
Hotel mit Schwimmbad

Ein Ort Smerek wurde erstmals im Jahr 1497 erwähnt. Aus einer anfänglichen Niederlassung von Schäfern entwickelte sich eine erste feste Ansiedlung. Der Ort und das umliegende Land gehörten ab 1517 Piotr Kmita und blieben nachfolgend im Besitz der Kmita-Familie. Die weiterhin aus Schäfern gebildete Siedlungsgemeinschaft war unter Walachisches Recht gestellt. Die Bewohner lebten von der Zucht von Rindern, Schafen und Schweinen, darüber hinaus produzierten sie in den Wäldern Holzkohle.
Im Jahr 1754 wurde eine orthodoxe Kirche mit einer rechteckigen Grundfläche von 20 × 9,5 Metern errichtet und dem heiligen Demetrios geweiht. Stifter der Kirche war Hieronim Śmiałkowski, der Pächter des Dorflandes, das sich zu jener Zeit im Besitz der Familie Karsznicki befand. Bei einem Blitzschlag 1871 brannte die für die Region und die Bauweise der dort ansässigen Bojken typische Holzkirche nieder. Die Bewohner des Ortes erbauten 1875 eine neue Kirche mit der für den „bojkischen Stil“ üblichen Dreiteilung. Über einem rechteckigen Grundriss von 19,6 × 9,2 Metern erhoben sich entsprechend der aufwendigen lemkischen Bauweise drei getrennte Dachaufbauten mit mehrfach gestuften Walmdächern und hohen Zwiebeltürmen. Die Kirche besaß einen Vorraum am Eingang für die Frauen von 6 × 6 Metern, ein 6,8 × 6,8 Meter großes Kirchenschiff für die Männer und einen 6,2 × 6,2 Meter großen Altarraum für den Priester. Auch dieses Gebäude brannte ab, am 18. März 1946. Im Rahmen großer Bevölkerungsumsiedlungen am Ende des Zweiten Weltkrieges wurden bis Mitte 1946 sämtliche Einwohner des Ortes in die Ukraine zwangsvertrieben.

## Ortsbild und Einwohner
Die Holzkirche und die verlassenen Wohnhäuser wurden nicht wieder aufgebaut. Eine Hinweistafel zur Geschichte steht am Platz der ehemaligen Kirche an einem Pfad einen halben Kilometer südlich der heutigen Neusiedlung.
Smerek hatte 132 Einwohner im Jahr 2006. Hiervon waren 48,5 Prozent Frauen und 51,5 Prozent Männer. Das Dorf besteht aus einem knappen Dutzend Pensionen, Hotels und Restaurants, die südlich von Bach und Durchgangsstraße in der Talebene verstreut liegen. Ein Hotel ist mit einem Hallenbad ausgestattet.